# Skeppsholmen

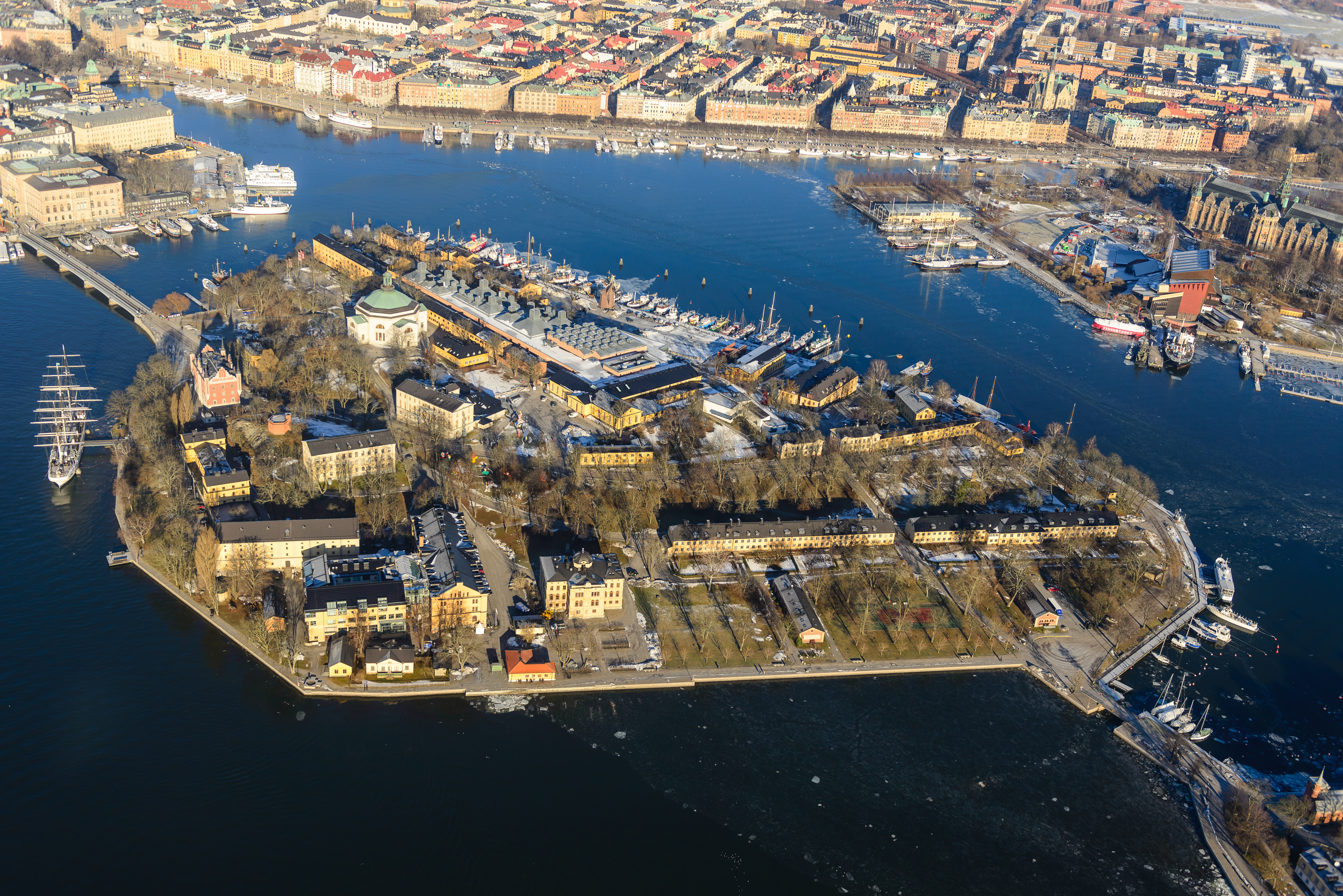
Skeppsholmen från luften, 2013.

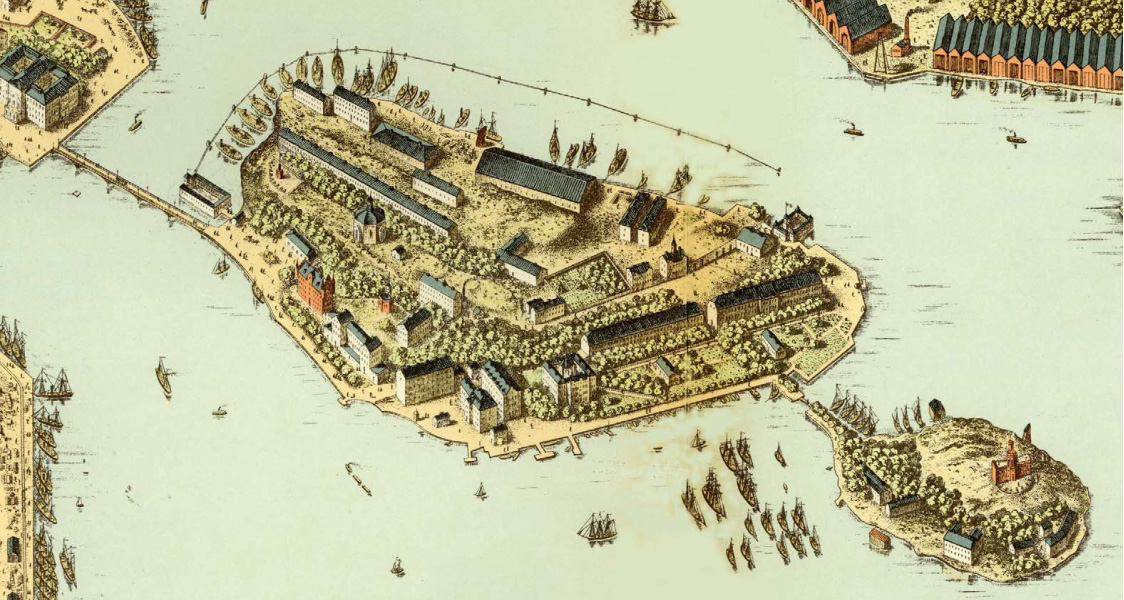
Heinrich Neuhaus' litografi från 1870

Skeppsholmen är en ö i Saltsjön i centrala Stockholm och är vid sidan av Kastellholmen en del av stadsdelen Skeppsholmen. Skeppsholmen har en broförbindelse med Blasieholmen kallad Skeppsholmsbron och till Kastellholmen via Kastellholmsbron. Skeppsholmen är belägen inom Kungliga Nationalstadsparken. 
På Skeppsholmen ligger museerna Moderna museet, Arkitektur- och designcentrum och Östasiatiska museet samt utställningshallen Bergrummet och kallas därför även Stockholms museiö. Från Skeppsholmsbron syns Skeppsholmskyrkan och Amiralitetshusets tinnar och torn samt fullriggaren af Chapman som är förtöjd på holmens västra sida. 
Skeppsholmen var under cirka 300 år flottans ö. Under denna tid uppstod ett flertal av de nuvarande byggnaderna, ritade av dåtidens främsta arkitekter som Nicodemus Tessin d.y., Johan Eberhard Carlberg och Carl Hårleman. De militära funktionerna fanns kvar till 1968/1969. Därefter flyttades verksamheten till Musköbasen och de gamla byggnaderna uppläts för museer, skolor och kulturinstitutioner. 
Tack vare vandrarhemmen i af Chapman och i Hantverkskasernen drar Skeppsholmen många unga inhemska och utländska besökare till sig. Ön förvaltas liksom Kastellholmen sedan 1993 av Statens fastighetsverk, som har som uppgift att bevara och utveckla området för framtiden. Båda öarna ingår i Ekoparken.

## Historik

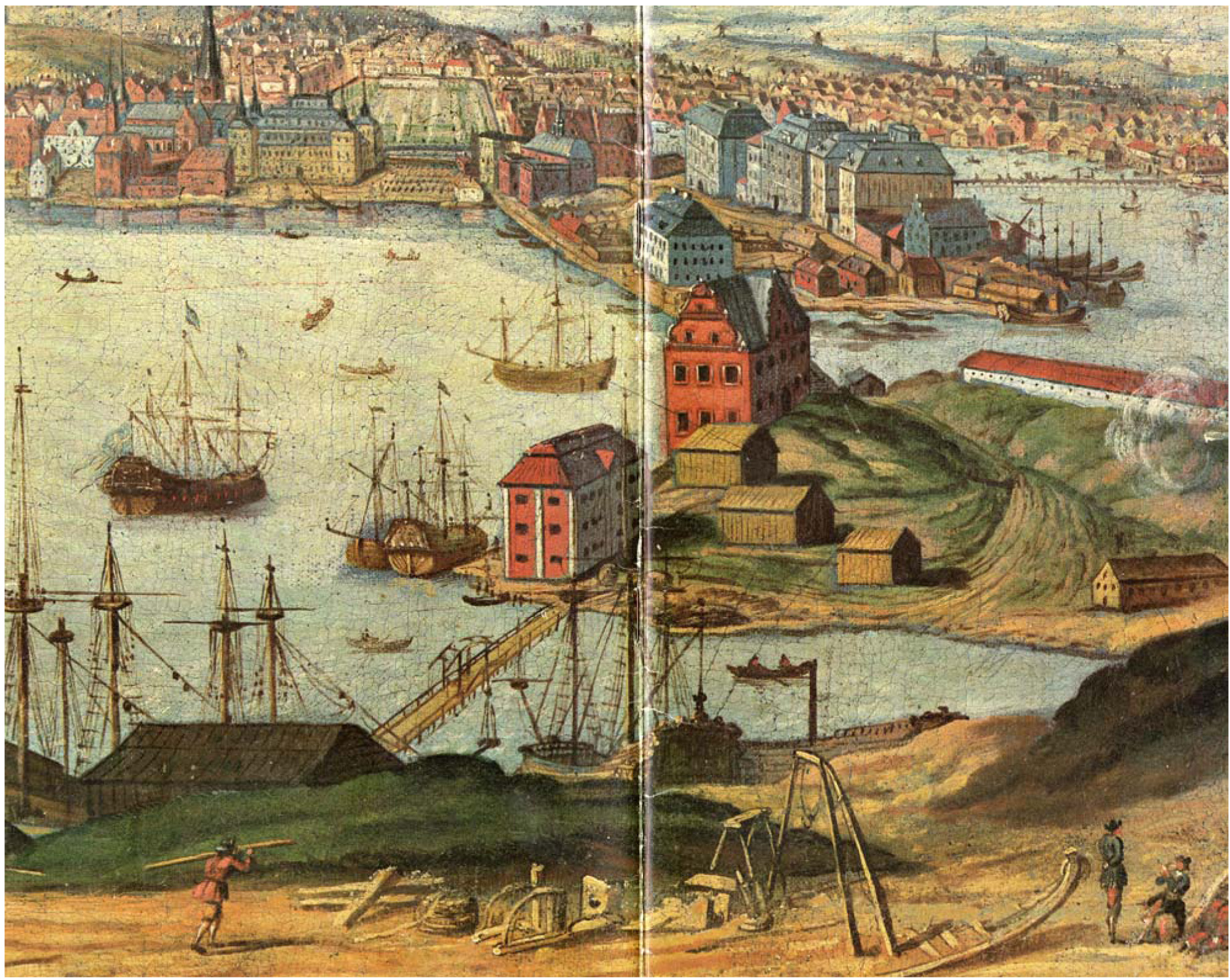
Skeppsholmen med Amiralitetshuset på 1690-talet och Kastellholmen i förgrunden.

Under medeltiden omkring 1100-1200-talet kallades Skeppsholmen Wangsö, efter ”vång” som betyder gärde. Ön bestod till stor del av kala bergsklippor utan någon större växtlighet. På den södra delen fanns det dock ett visst jordlager som lämpade sig för odling och bete för tamboskap. Strandlinjen låg avsevärt högre än idag genom landhöjningen som fortgått sen den senaste istiden. 
På slutet av 1500-talet kallades skeppsholmen för Lustholmen, och användes som rekreationsplats av de första Vasakungarna. Gustav Vasa (1496-1560) lät anlägga en trädgård och Erik XIV (1533-1577) anordnade ofta fester ute på Skeppsholmen. Johan III (1537-1592) inhägnade en trädgård på holmens södra sida och uppförde ett lusthus med utformning och utsmyckning av arkitekten och konstnären Willem Boy (1520-1592).
År 1634 bildades det så kallade amiralitetskollegiet då marinstaben flyttade ut från nuvarande Blasieholmen till Skeppsholmen som blev Stockholms örlogsbas. Ungefär samtidigt som marinens fartygsvarv flyttade ut till ön ändrades namnet till nuvarande Skeppsholmen. Skeppsholmens användning som varv och förtöjningsplats för fartygen berodde till en del på varvets behov av ökat utrymme, men förmodligen främst på att Drottning Kristina (1626-1689) ville att strandområden som syntes från slottet inte skulle se ut som byggarbetsplatser, där Blasieholmen med omfattande varvsverksamhet låg mitt i blickfånget.
I samband med kriget mot Danmark åren 1675-1679, det s.k. Skånska kriget, beslöt man att flottbasen skulle flytta till den nygrundade staden Karlskrona. Beslutet hade främst sin bakgrund i att man ville bevaka de nyligen erövrade södra delarna av Sverige med en stark marinbas i närområdet. Skeppsholmens glansdagar som marinens huvudkvarter för Sverige var därmed slut, men annan militär verksamhet fanns länge kvar på Skeppsholmen. Vissa anläggningar såldes medan andra hyrdes ut. Flottans arkiv blev kvar i Amiralitetshuset och i samband med slottet Tre kronors brand den 7 maj 1697 forslades arkivalier från slottet dit. 
Som följd av Karl XII:s beslut att kungens drabanter skulle flyttas från Arboga och Köping till Stockholm och att baracker för dem skulle byggas på Skeppsholmen, uppfördes det så kallade Östra och Västra boställshuset 1699-1702.
Fortfarande på 1800-talets mitt uppfördes en lång rad nya byggnader för Flottan, som Hantverkskasernen (1832), Kasernbefälhavarbostället (1849), Byggnadsdepartementet (1864), Gamla Sjökrigsskolan (1879) och Vattentornet (1872).

Historiska bilder
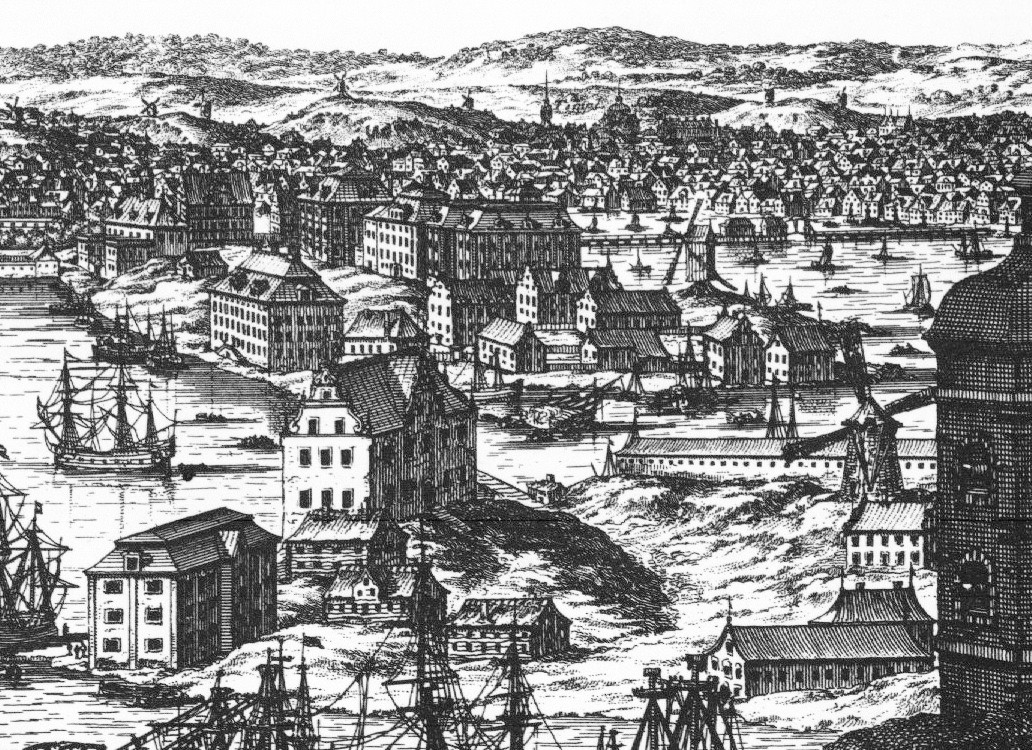
Skeppsholmen med Blasieholmen i bakgrunden 1693.
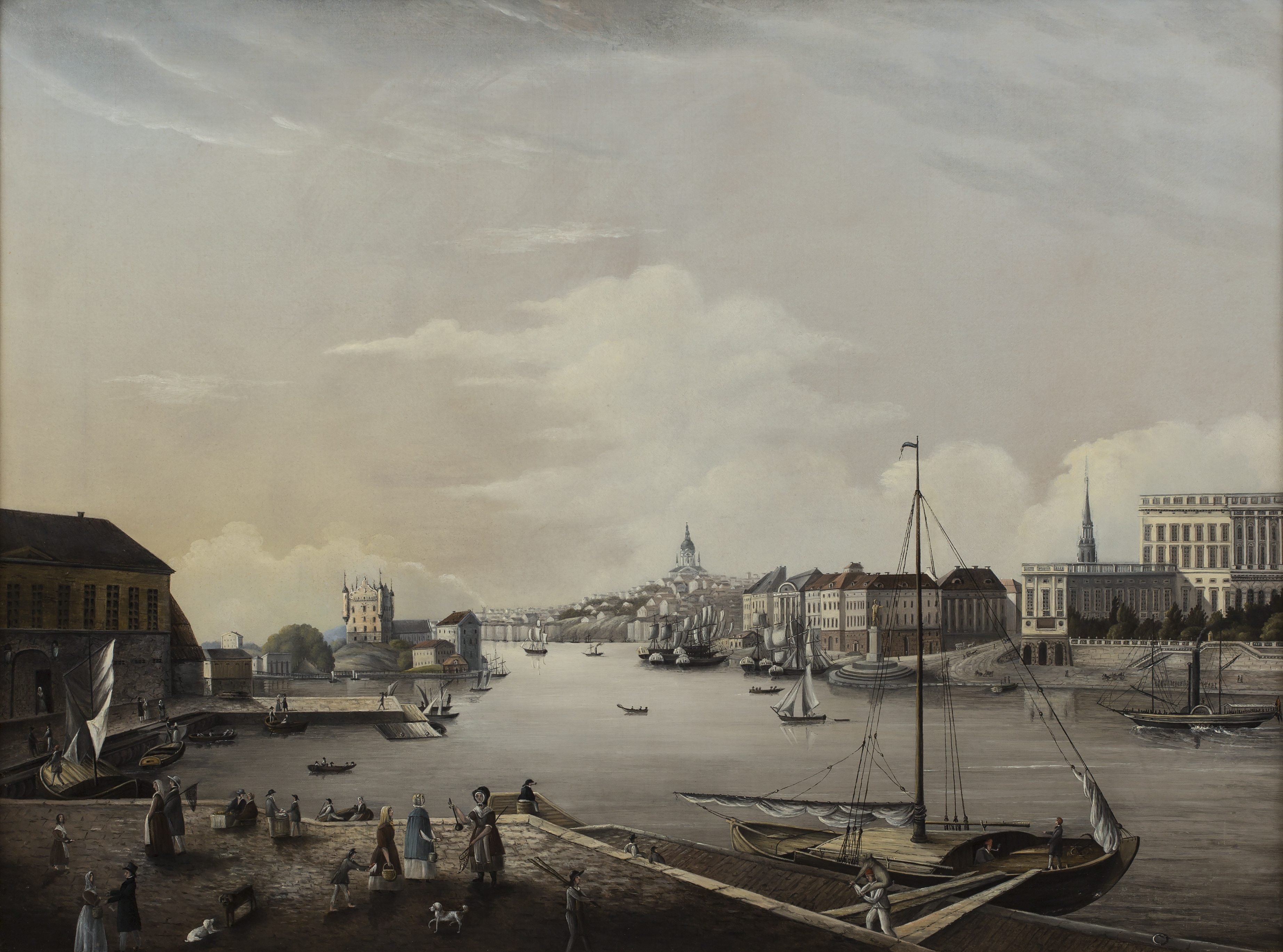
Skeppsholmen med Amiralitetshuset, 1850-tal

Historiska kartor
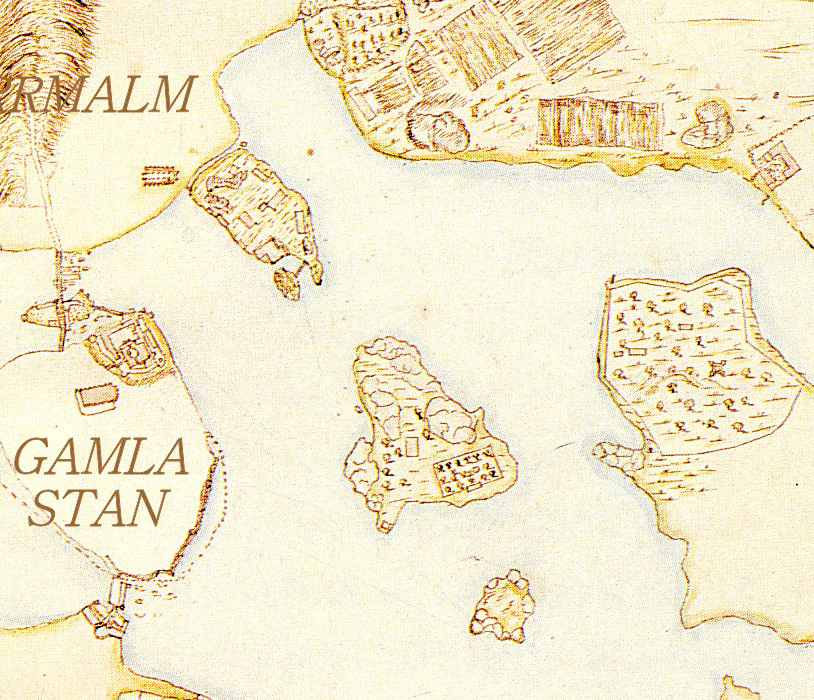
Skeppsholmen på 1630-talet.
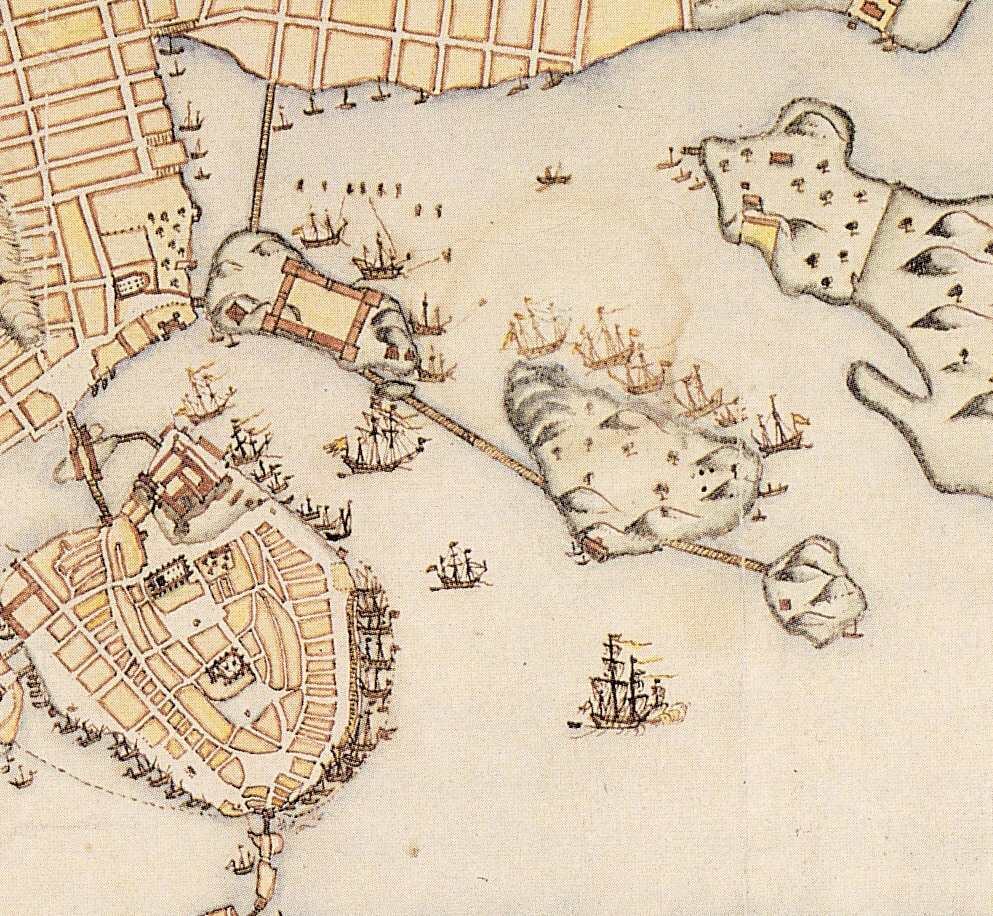
Skeppsholmen på 1640-talet.
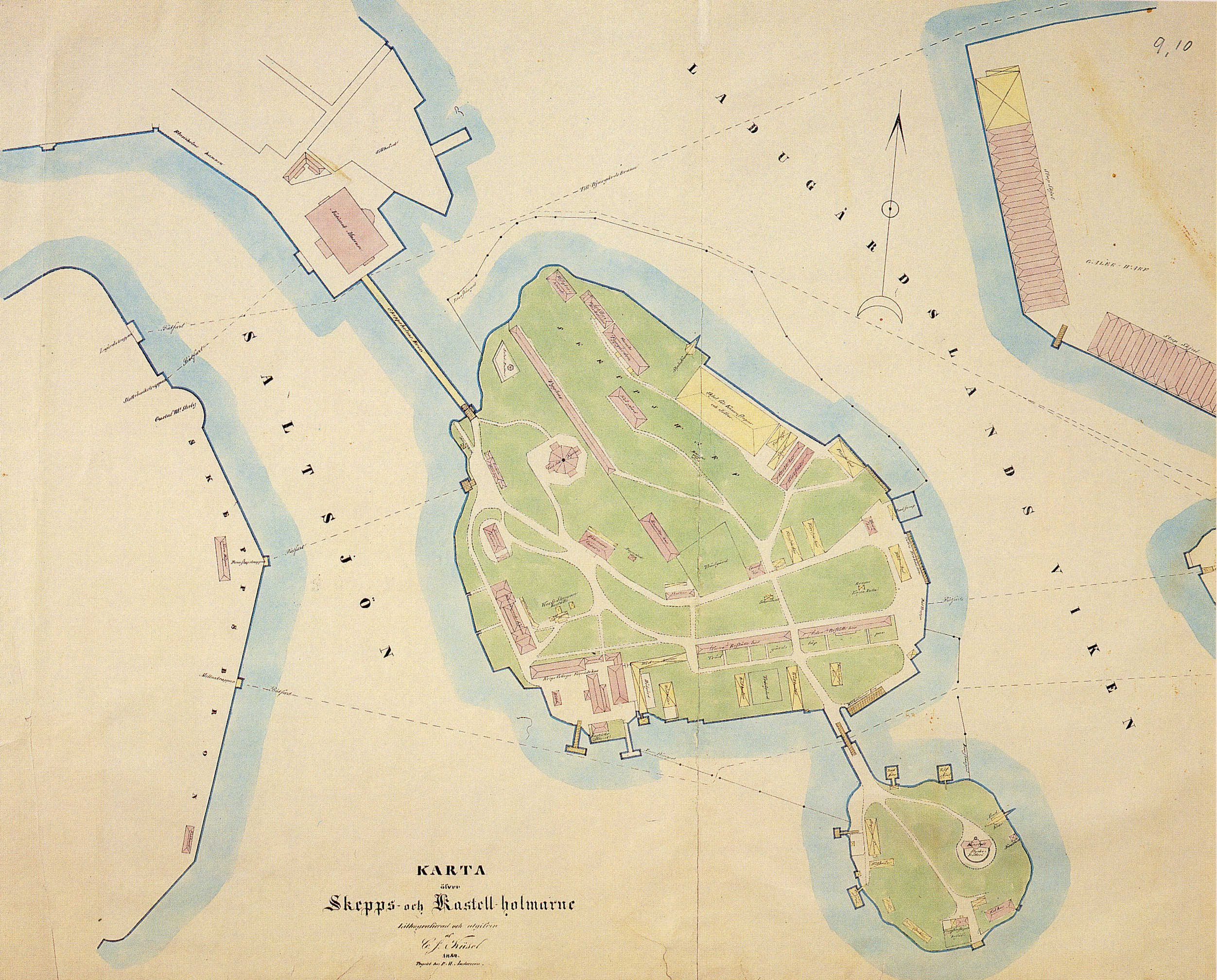
C.J. Küsels karta från 1852.
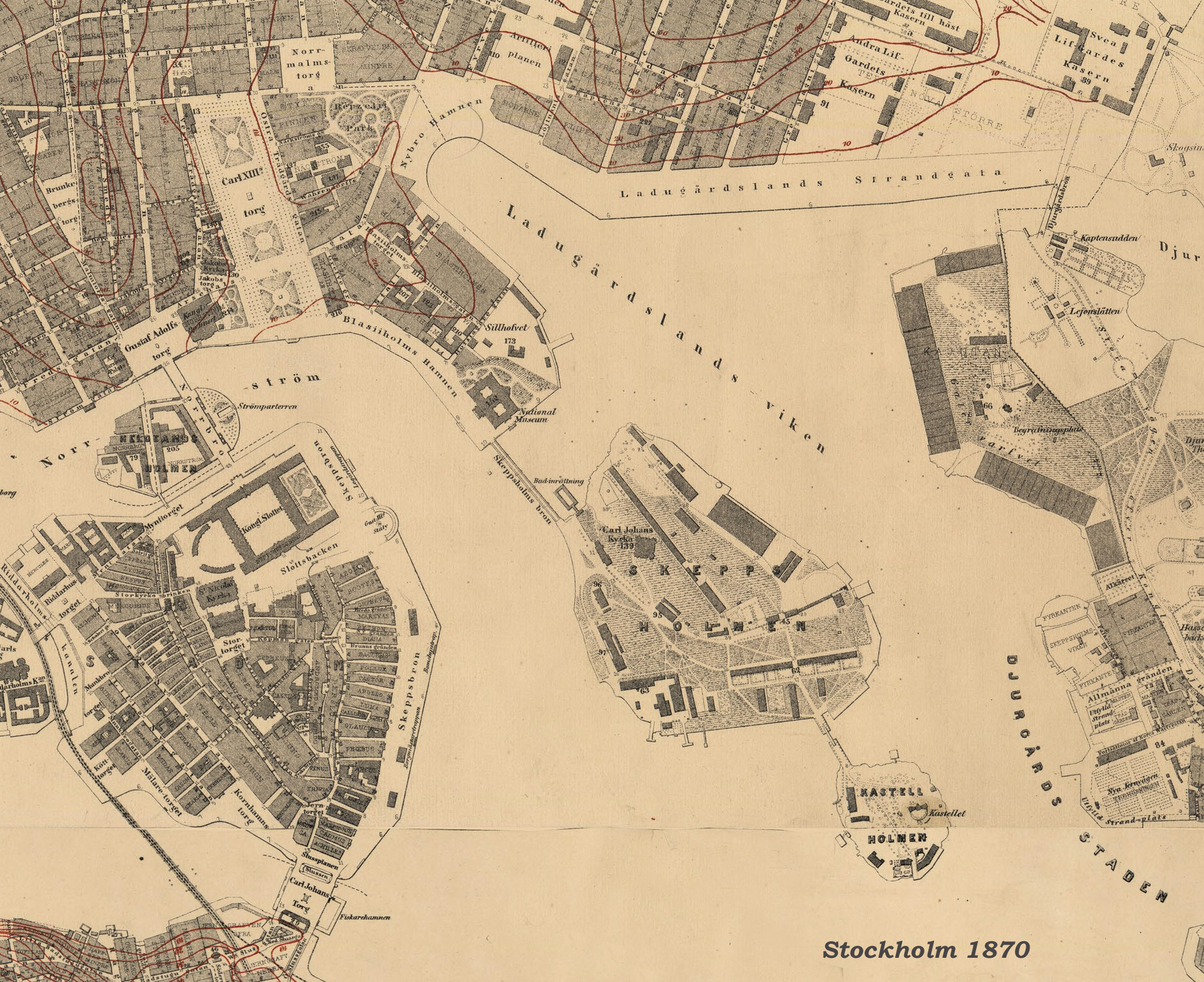
Stockholms centrala delar 1870.

## Nutid
Några militära funktioner fanns kvar på Skeppsholmen ända fram till 1968, men redan tidigare började kulturinstitutioner flytta in i de gamla byggnaderna. Bland de första var delar av Kungliga Konsthögskolan som övertog Båtsmanskasernen redan 1953, följt av Moderna museet som inledde sin utställningsverksamhet 1956  i Exercishuset och formellt invigdes 1958. Östasiatiska museet flyttade in i gamla Tyghuset 1963. Moderna museet och Arkitekturmuseet (senare ArkDes) fick 1998 ett nytt byggnadskomplex ritat av den spanske arkitekten Rafael Moneo. Andra kulturella verksamheter på ön är Teater Galeasen och Moderna Dansteatern i gamla torpeddepartementet, fotokonsthall i före detta Mindepartementet och Svensk Form som håller till i Sjökarteverket. Skeppsholmens bergrum som ligger under Skeppsholmskyrkan och Östasiatiska museet är sedan 2010 en utställningslokal.
Ett sedan 1980 återkommande årligt evenemang är Stockholm Jazz Festival som i juli varje år går av stapeln på området för gamla örlogsvarvet nedanför Moderna museet. 

Skeppsholmen idag
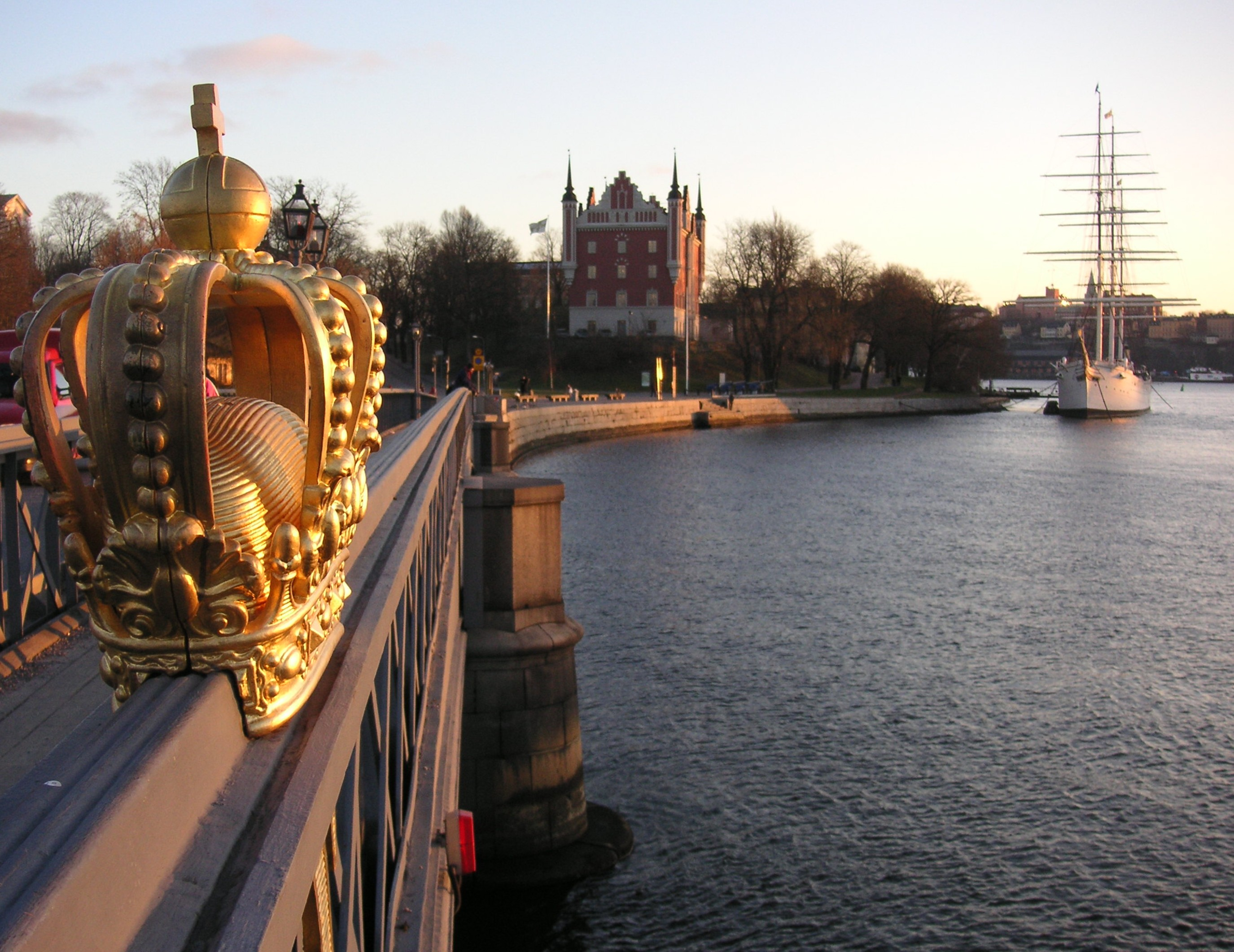
Skeppsholmsbron med af Chapman och Amiralitetshuset.
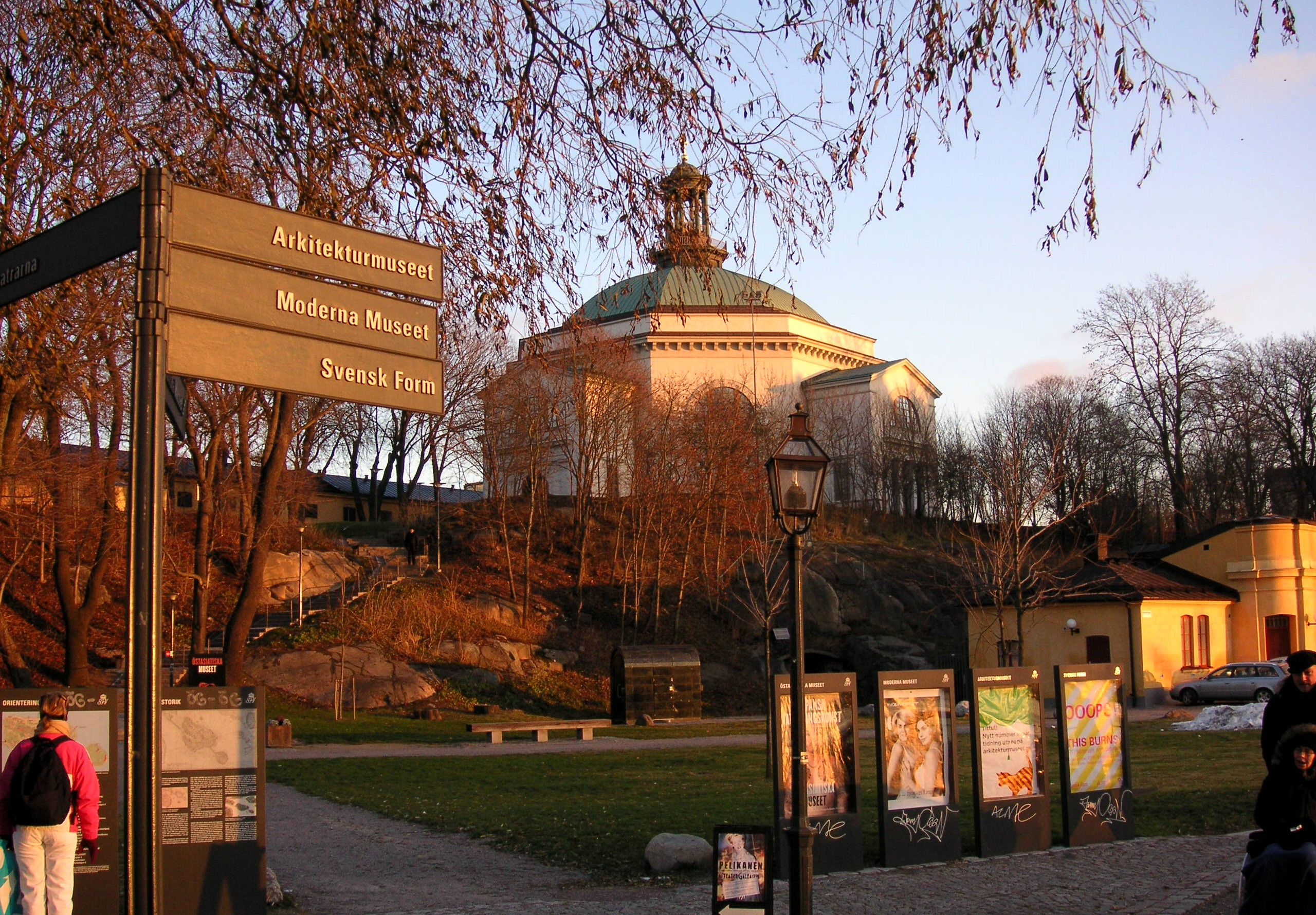
Museiön Skeppsholmen med Skeppsholmskyrkan.
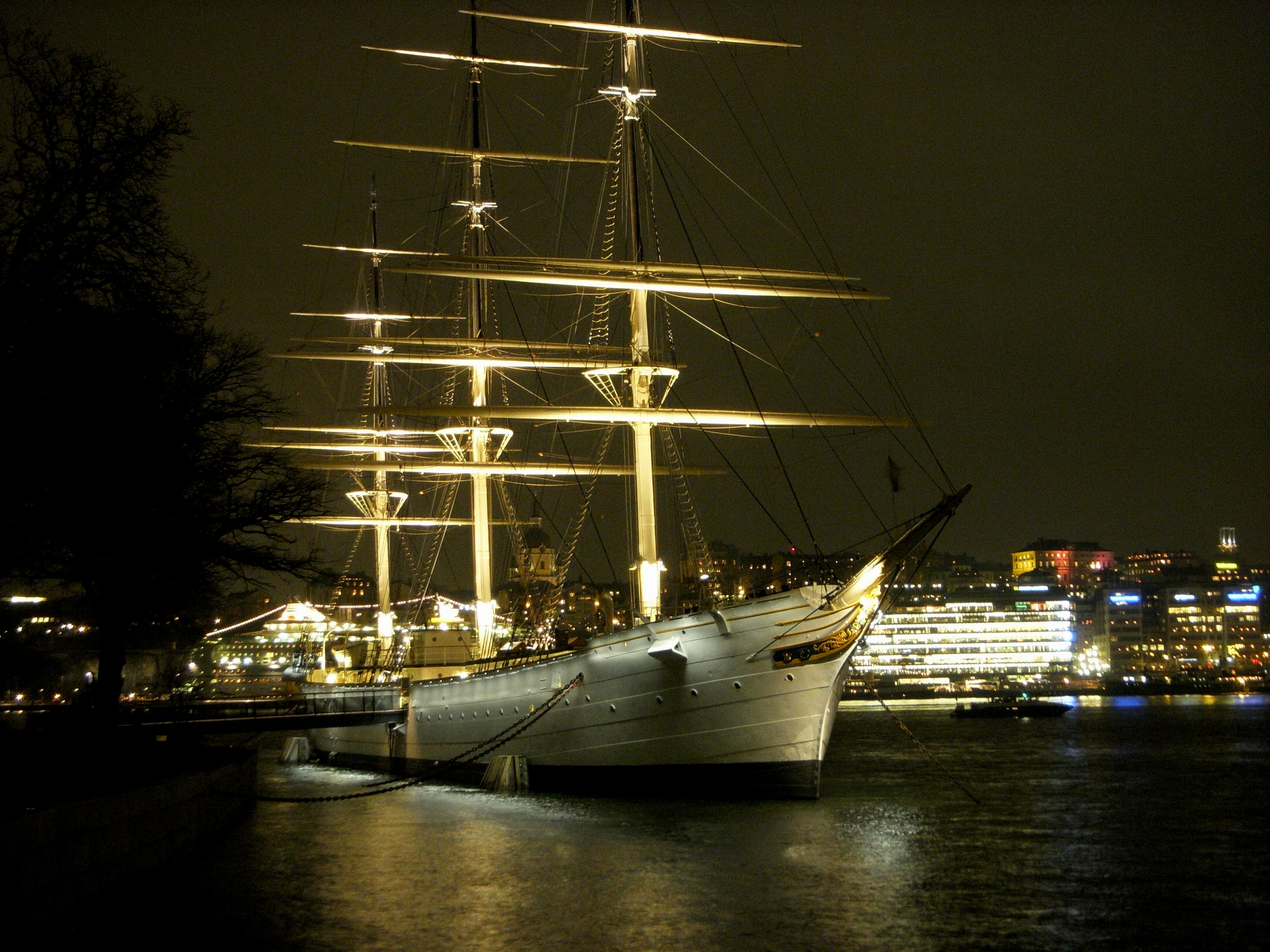
Fullriggaren Af Chapman efter renoveringen hösten 2008.
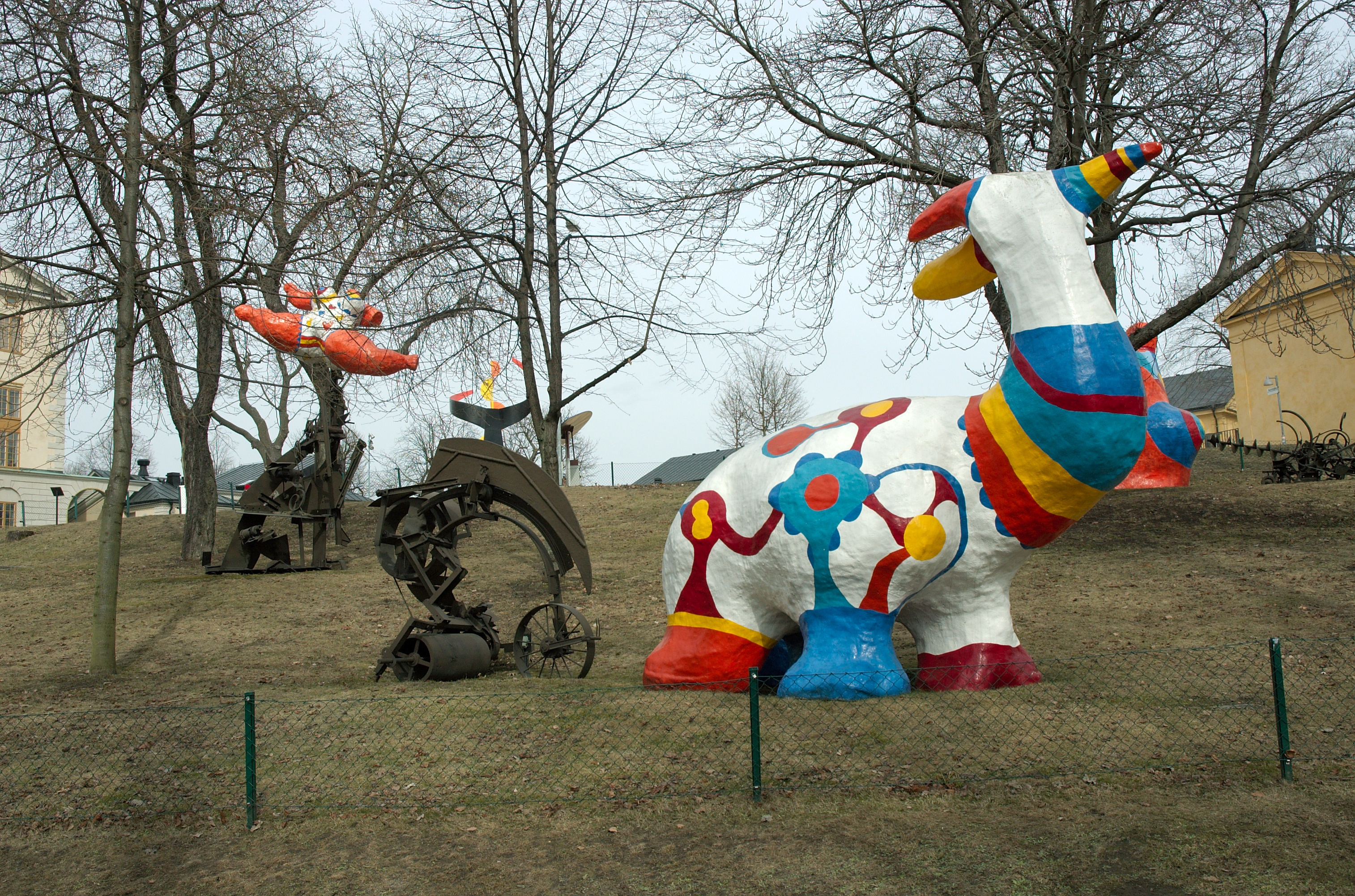
Del av Niki de Saint Phalles och Jean Tinguelys skulpturgrupp Paradiset.

### Byggnadsverk

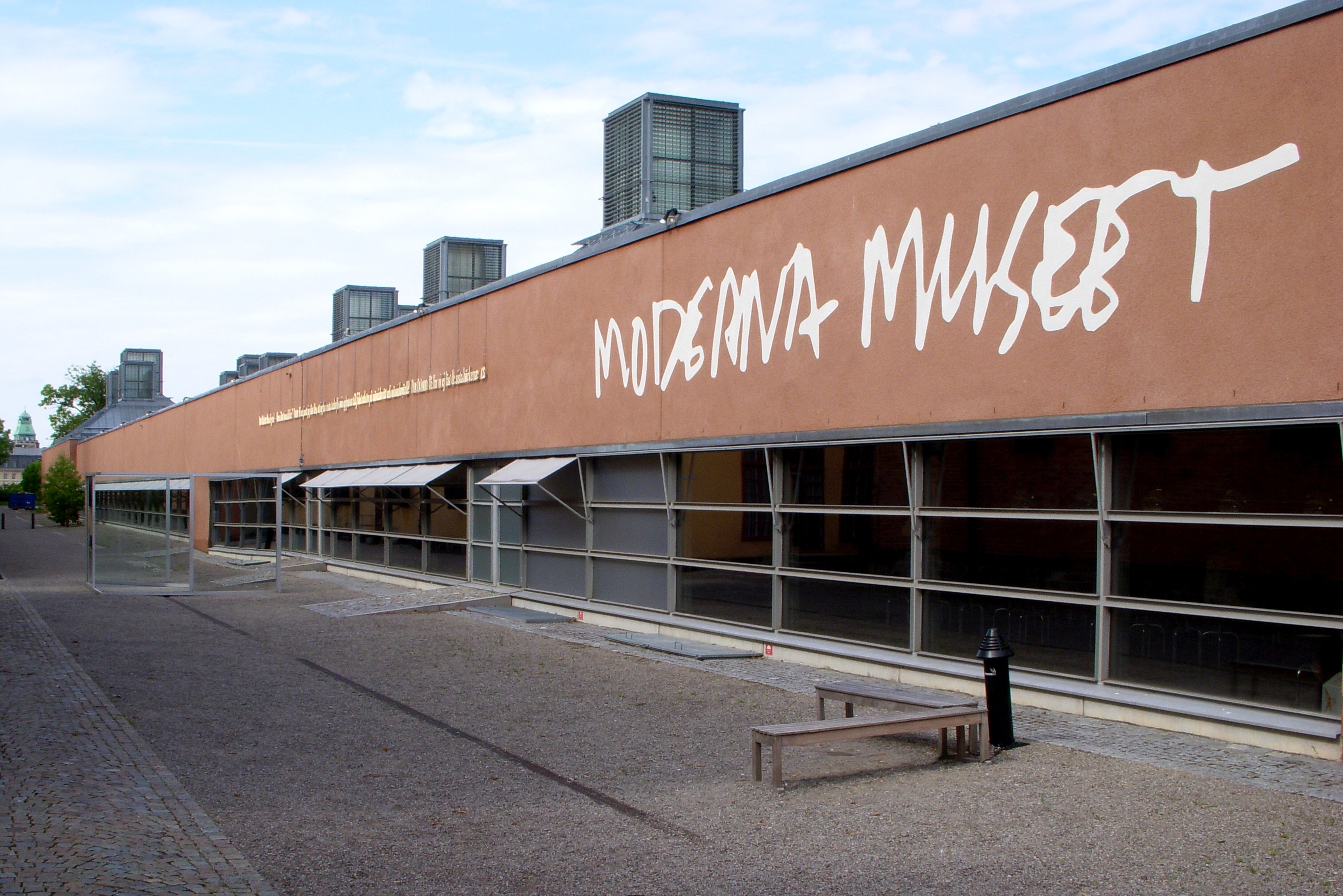
Moderna museet
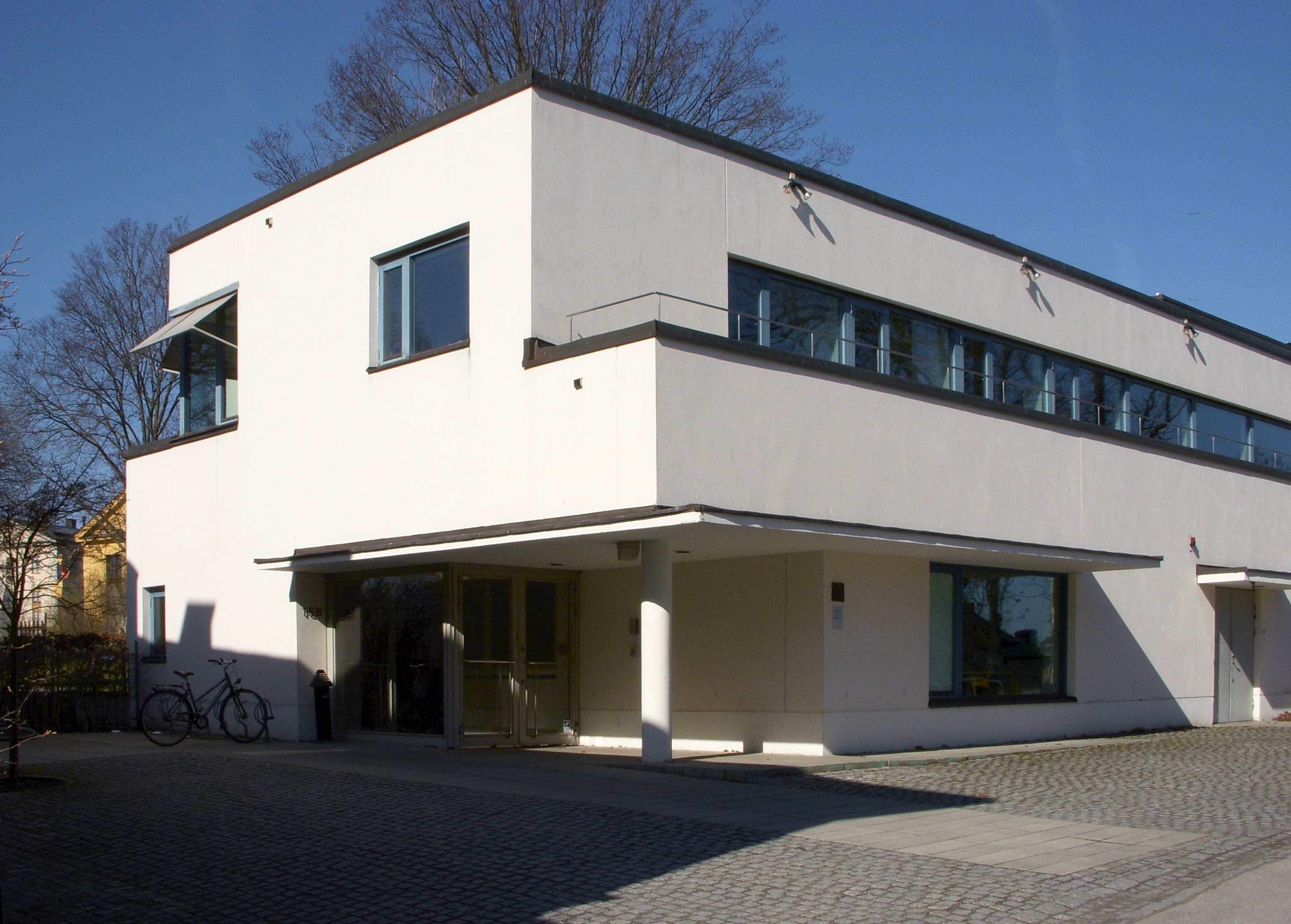
ArkDes kansli
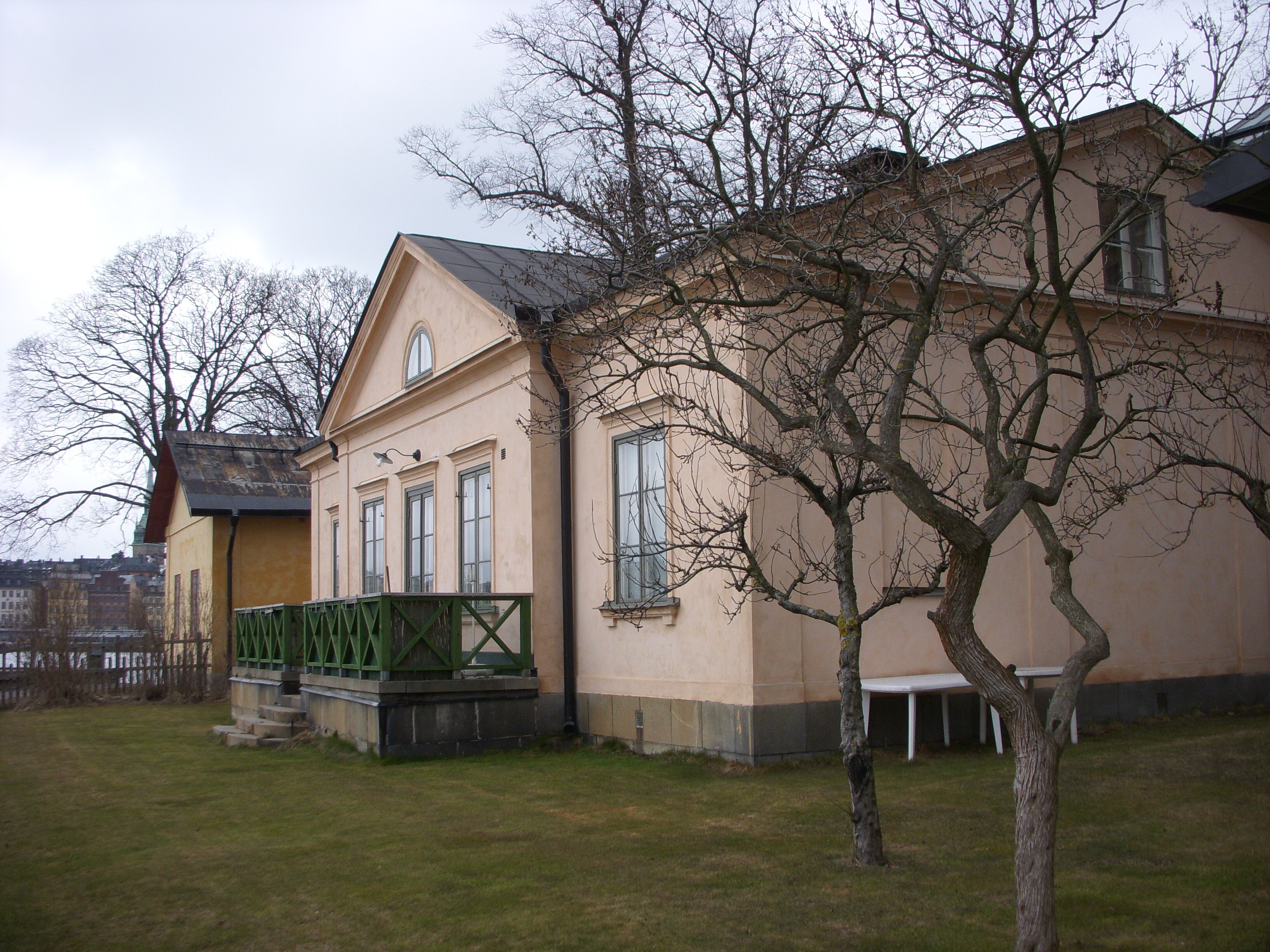
Kasernbefälhavarbostället
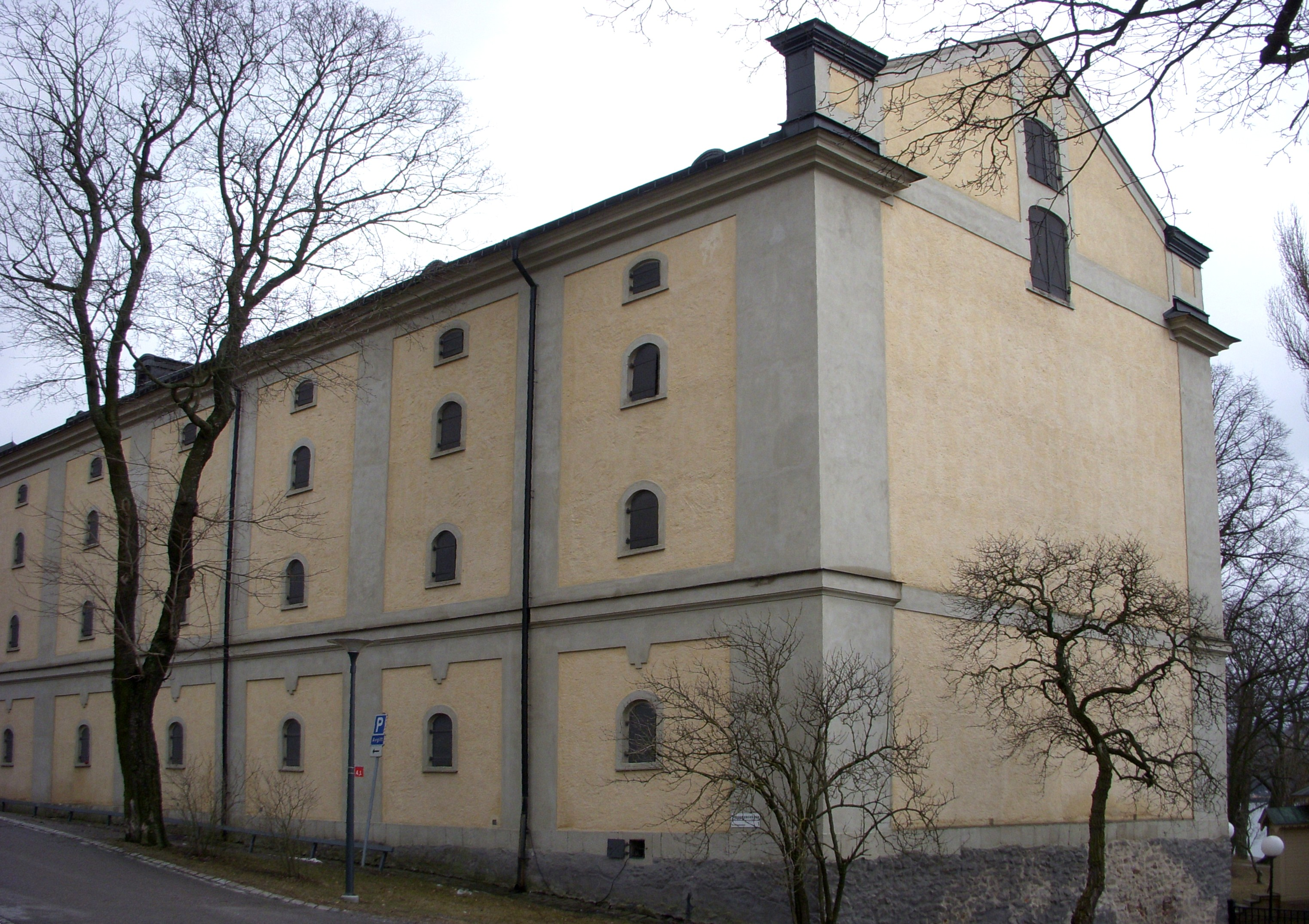
Intendenturförrådet

Skeppsholmen har, trots sin begränsade yta, en lång rad intressanta byggnader som ritats av många kända arkitekter genom flera århundraden. De flesta byggnaderna har gestaltats av Flottans egna arkitekter som Fredrik Blom (Riddarholmskyrkan,  Amiralitetshuset, Hantverkskasernen)  och Victor Ringheim (Båtmanskasernen, Byggnadsdepartementet, Sjökarteverket, Östra kanslihuset)
Arkitekten för Berns salonger, Johan Fredrik Åbom, ritade Kasernbefälhavarbostället och de äldsta bevarade byggnaderna skapades av slottsarkitekten Nicodemus Tessin d.y. vid sekelskiftet 1700 (Östra och Västra boställshuset och Flottans Tyghus, där Östasiatiska museet har sina lokaler sedan 1963). För den nyaste byggnadens arkitektur ansvarade den spanske arkitekten Rafael Moneo, han ritade Moderna museet som invigdes 1998. Den funktionalistiska arkitekten Paul Hedqvist anlitades i början av 1950-talet för ombyggnaden av Båtmanskasernen till lokaler för Kungliga Konsthögskolan. Intendenturförrådet
är unik i Stockholm eftersom det är den enda bevarade monumentalbyggnaden av stadsarkitekten Johan Eberhard Carlberg. Även Carl Hårleman, en av sin tids mest tongivande arkitekter, engagerades på 1750-talet för en genomgripande ombyggnad av Råseglarhuset.
Byggnader i alfabetisk ordning med nummer motsvarande de på översiktsfotot till höger.

Byggnader på Skeppsholmen.

| Byggnad                                    | Nummer på kartan |
| ------------------------------------------ | ---------------- |
| Amiralitetshuset                           | 8                |
| Ateljéhuset                                | 16               |
| Arkdes administrationsbyggnad              | 17               |
| Arresten                                   | 10               |
| Badhusen                                   | 19               |
| Byggnadsdepartementet                      | 18               |
| Båtsmanskasernen                           | 15               |
| Exercishuset (Arkdes)                      | mellan 7 och 17  |
| Gamla Sjökrigsskolan                       | 27               |
| Hantverkskasernen                          | 20               |
| Högvakten                                  | 6                |
| Intendenturförrådet                        | 25               |
| Kanonverkstaden                            | 11               |
| Kasernbefälhavarbostället                  | 30               |
| Kungliga Konsthögskolan (Kasern III)       | 26               |
| Markententeriet                            | 9                |
| Mindepartementet                           | 2                |
| Moderna museet                             | 7                |
| Norra och Södra fundamenten                | 12               |
| Prästgården                                | 22               |
| Råseglarhuset                              | 1                |
| Sjökarteverket                             | 21               |
| Sjöreservens kasern                        | 13               |
| Skeppsholmskyrkan                          | 4                |
| Torpeddepartementet                        | 5                |
| Uthus                                      | 31               |
| Vattentornet                               | 14               |
| Västra boställshuset                       | 28               |
| Västra kanslihuset (kontorslokaler ArkDes) | 23               |
| Västra uthuslängan                         | 32               |
| Östasiatiska museet (Tyghuset)             | 3                |
| Östra boställshuset                        | 29               |
| Östra kanslihuset                          | 24               |
| Östra uthuslängan                          | 33               |

### Båtar
Skeppsholmen har av allmänheten främst förknippats med den stora fullriggaren af Chapman som legat förtöjd på holmes södra strand sen 1949 och fungerat som vandrarhem. Tillsammans med vandrarhemmet i intilliggande Hantverkskasernen och alla skolor på ön drar Skeppsholmen många unga människor till sig.
S/S Orion, tidigare tjänstefartyg för lotsverket, byggd 1929 och tagen ur drift 1979, är numera museifartyg. S/S Orion är sedan 2003 k-märkt och ligger i dag förtöjd cirka 50 meter nordost om Skeppsholmsbron. Den som är intresserad av gamla båtar kan se på ett 40-tal äldre privata fartyg som ligger längs östra och norra kajen. Här finns allt från trålare till fyrskepp och doften av äkta trätjära hänger i luften.
Mellan åren 1997 och 2005 byggdes Stockholmsbriggen Tre Kronor af Stockholm på Skeppsholmen. Stapelbädden var upplagd intill byggnaden Norra fundamentet vid Östra Brobänken och stockholmarna kunde se hur fartyget långsamt växte fram och bidra med pengar för bygget. I Norra och Södra fundamenten finns även Skeppsholmens folkhögskola. Skolan, vars huvudman är stiftelsen Skeppsholmsgården, har plats för 100 kursdeltagare och erbjuder bland annat musik- och båtbyggarkurser.
Längs Östra Brobänkens trädäckade kaj finns numera ett trettiotal privata, äldre fartyg förtöjda, allt från gamla trålare till fyrskepp.

Skeppsholmen Östra Brobänken
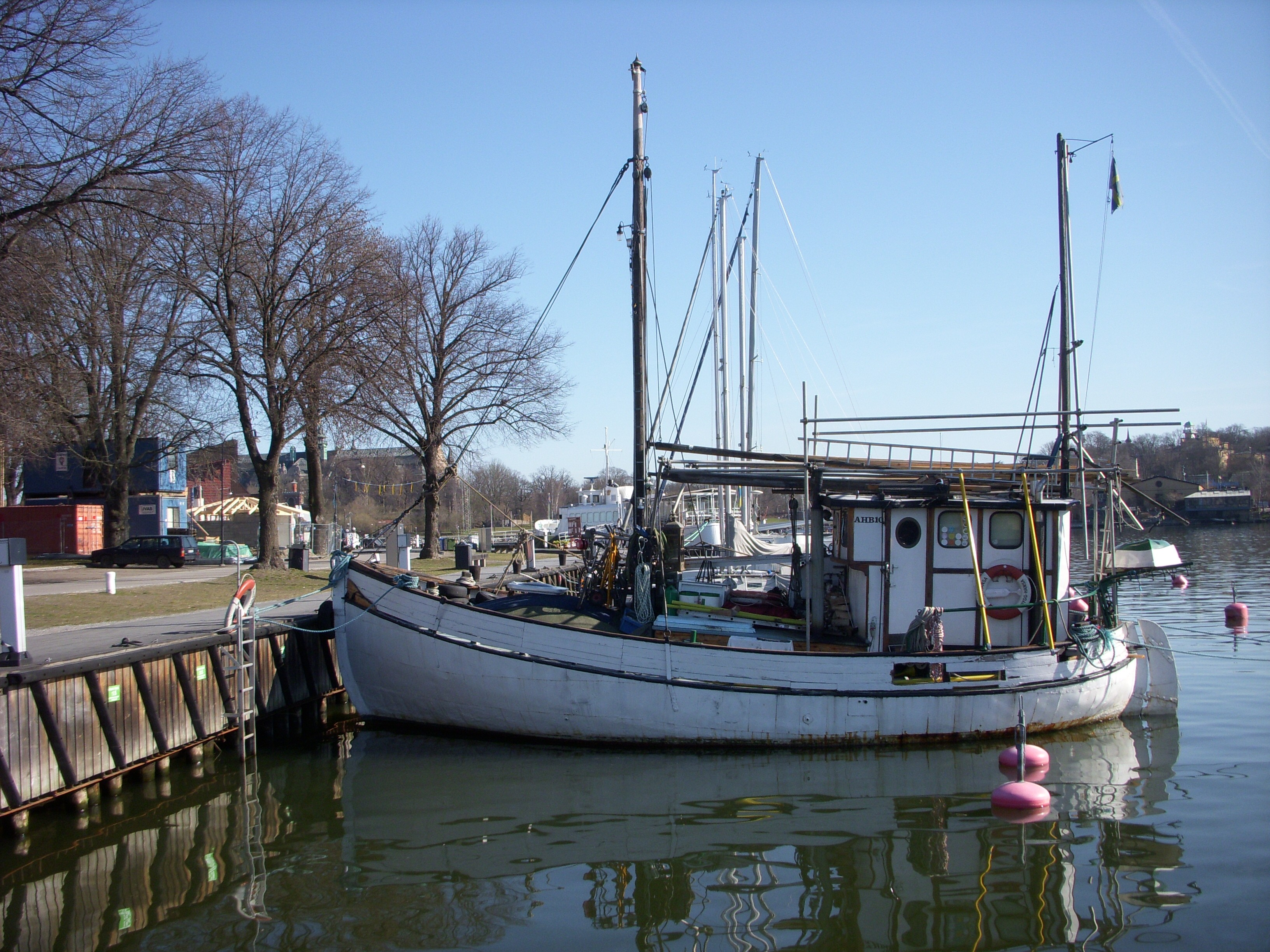
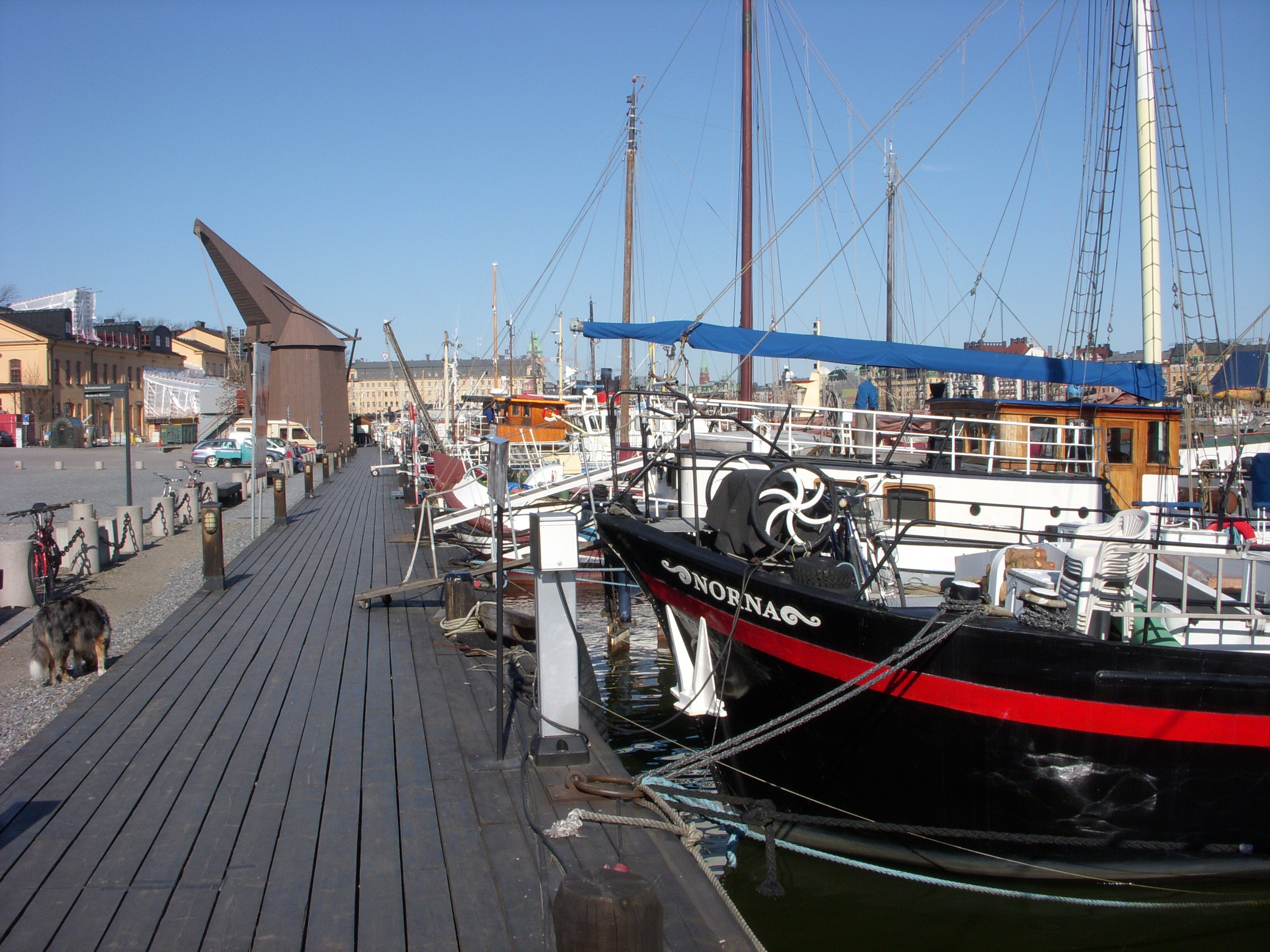
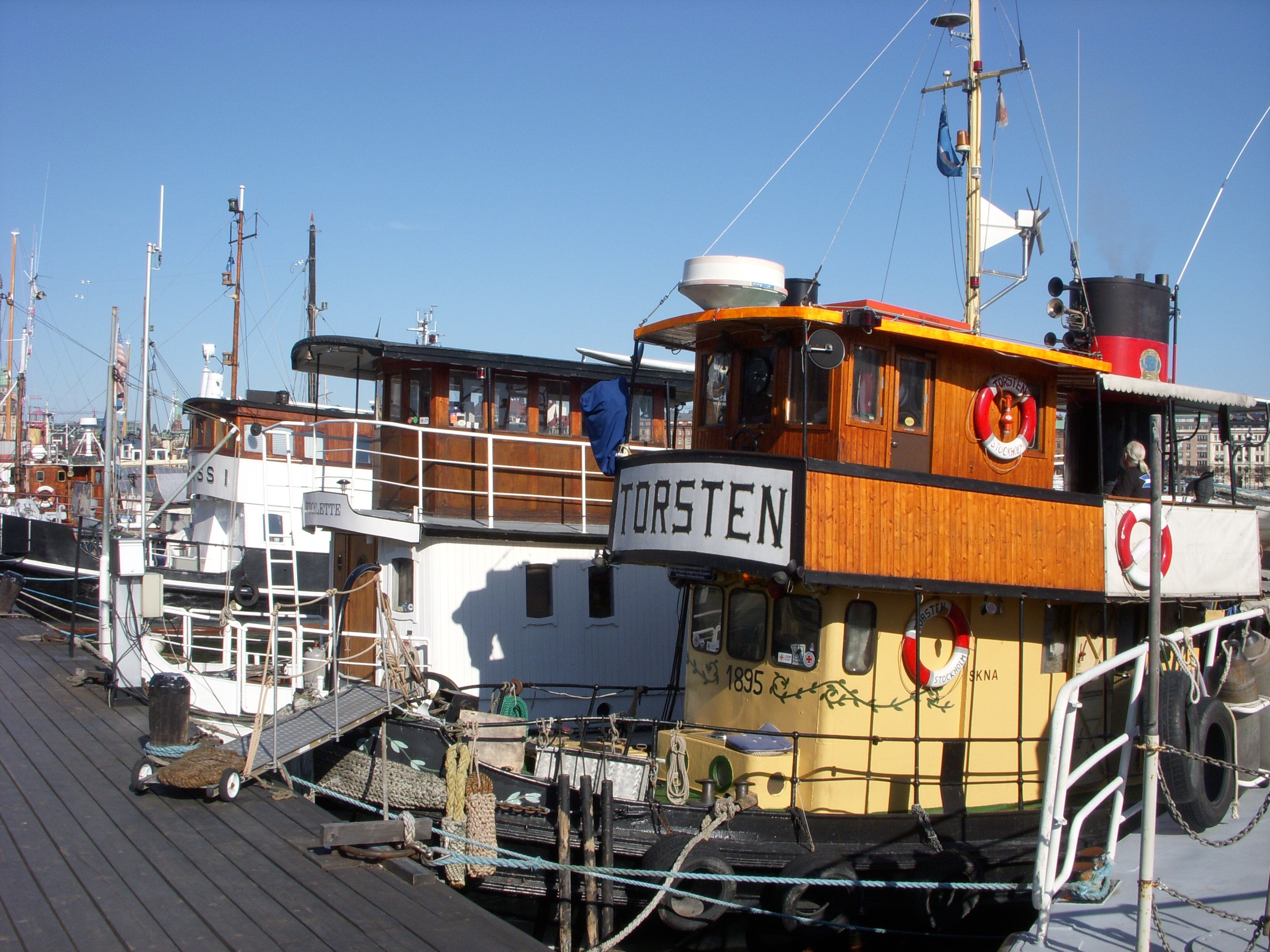
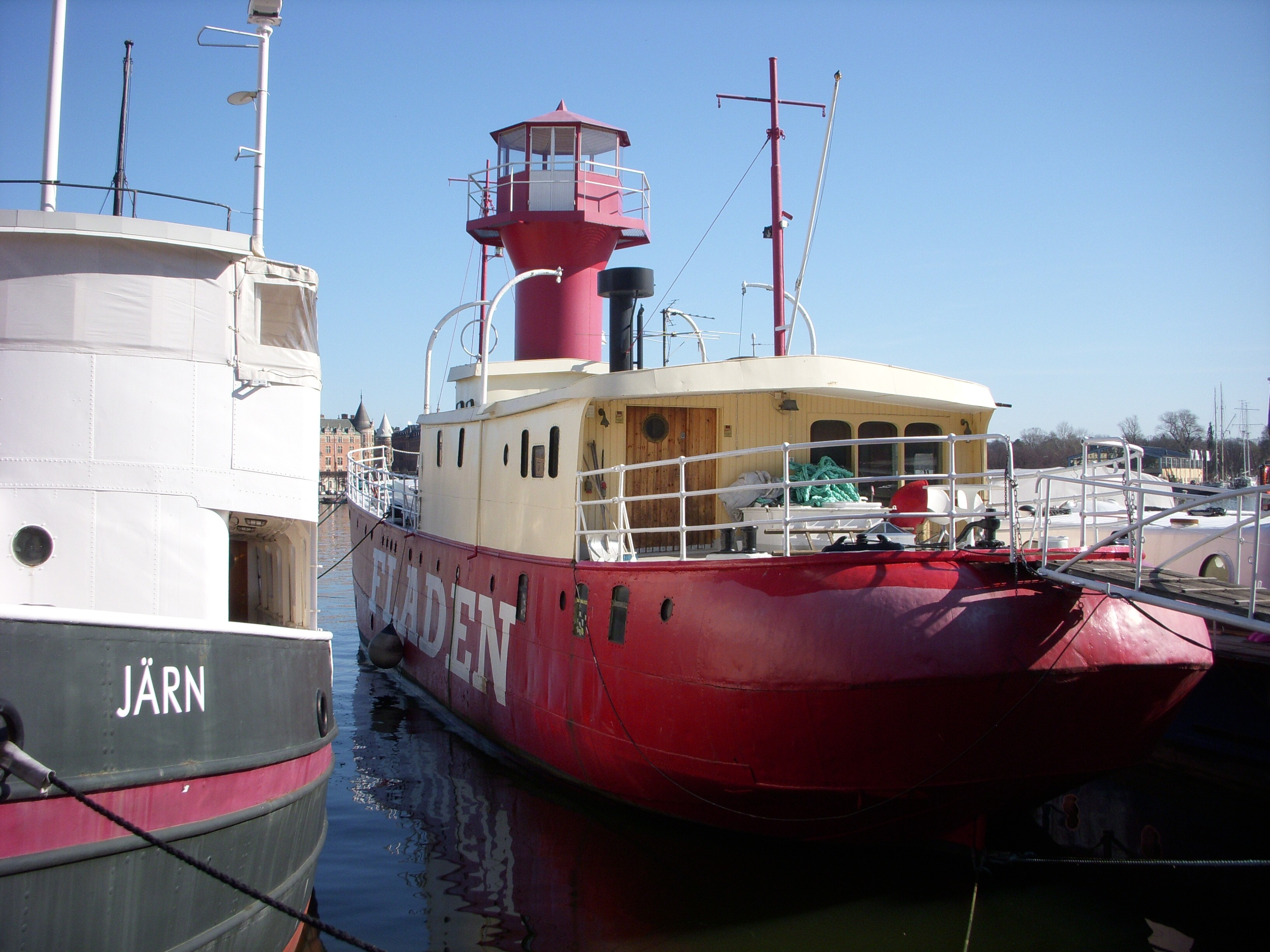

## Fartygsfynd

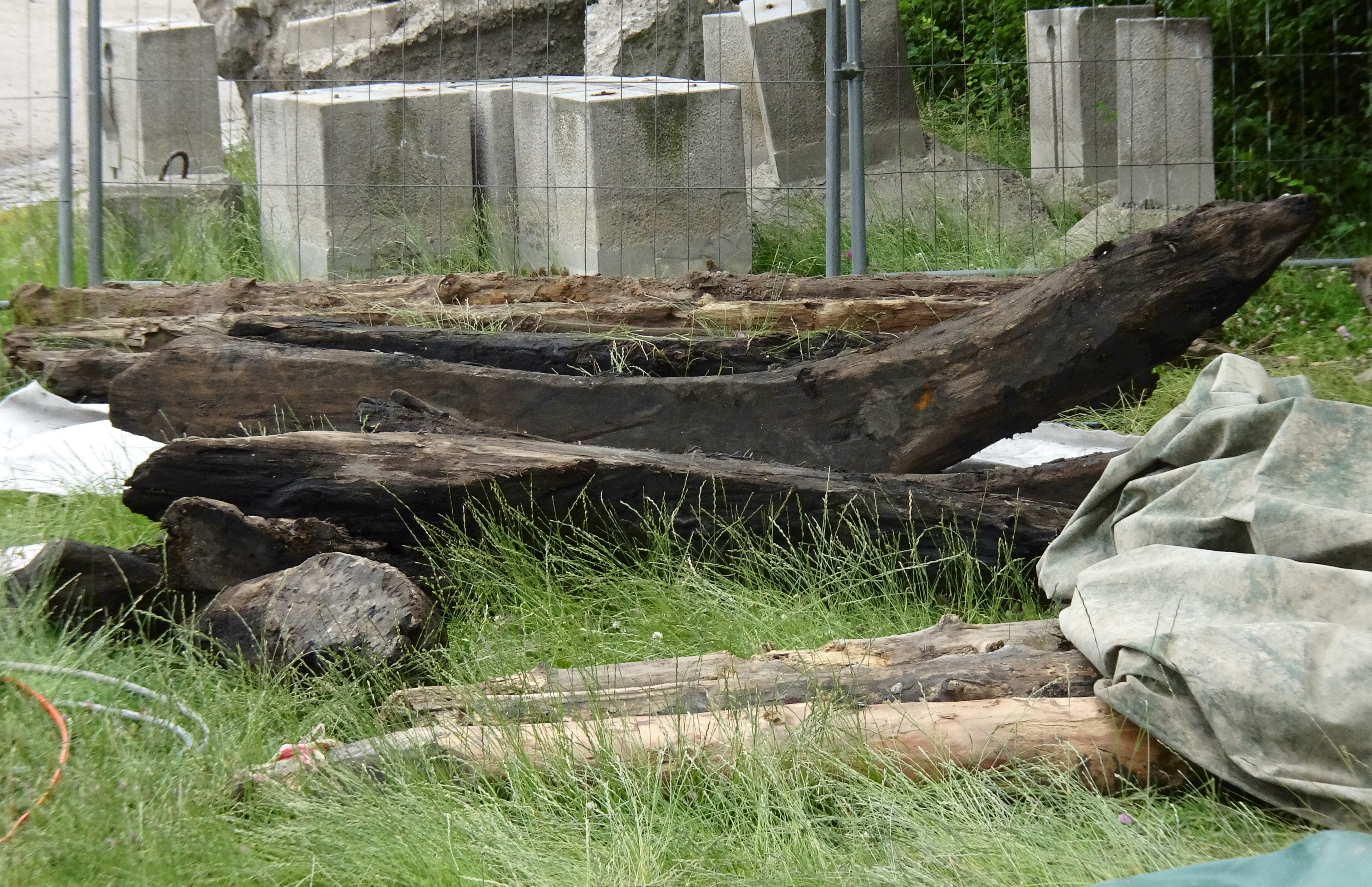
Fartygsfynd 2017.

I samband med att Statens fastighetsverk låter reparera kajer och dykdalber runt Skeppsholmen gjordes i juni 2017 ett intressant fartygsfynd vid Östra Brobänken. Fyndet består av stora vrakdelar, spik, dymlingar och bruksföremål. Enligt en första bedömning härrör de relativt stora träresterna från tidigt 1600-tal och kan ha tillhört ett örlogsfartyg på möjligtvis upp till 30 meters längd.
Flera av de upptagna träpåler har bokstäver eller tecken inristade som marinarkeologer på plats än så länge inte kan tyda. Skeppets skrov kan ha lagts på platsen för att användas som en del av en brobänk.

## Övrigt
| - Arkitektur- och designcentrum - af Chapman - Mindepartementet Art and Photography - Moderna dansteatern - Moderna museet - Skulpturgruppen Paradiset - Skulpturgruppen Frukost i det gröna - Skeppsholmens bergrum - Skeppsholmstävlingen 1915 - Örlogsvarvet - Styckekranen - Museifartyget S/S Orion - Teater Galeasen - Östasiatiska museet | - Kastellholmsbron - Norra Brobänken - Skeppsholmsbron - Slupskjulsvägen - Svensksundsvägen - Svensksundsparken - Västra Brobänken - Östra Brobänken |